# 竹山郡
竹山郡（たけやまぐん）は、日本統治時代の台湾に存在した行政区画の一つであり、台中州に属した。

## 概要
竹山街、鹿谷庄の1街1庄を管轄し、郡役所は竹山街に置かれた。郡域は現在の南投県竹山鎮、鹿谷郷に当たる。

## 歴代首長

### 郡守
- 増永吉次郎[1]
- 磯貝武平[2]
- 鈴木豊次郎[3]
- 吉満敬勝[4]
- 坂岡茂七郎[5]
- 山下末之武[6]
- 松尾繁治：1930年11月[7] -
- 朝倉哲雄[8]
- 中松乙彦[9]
- 泥谷帯刀[10]
- 明知延佳[11]：1939年4月[12] -
- 本多嘉郎[13]
- 後藤譲治[14]